# I Want You (Bob Dylan)
I Want You è un brano musicale scritto e interpretato da Bob Dylan, pubblicato come singolo nel giugno 1966 e contenuto nel suo settimo album Blonde on Blonde.
Il singolo, che contiene sul lato B una versione dal vivo di Just Like Tom Thumb's Blues, raggiunse la posizione numero 20 della classifica di Billboard negli Stati Uniti e la posizione numero 16 in classifica in Gran Bretagna.

## Il brano
Si tratta di una delle canzoni più orecchiabili e pop del repertorio del Dylan elettrico di quegli anni. L'accattivante melodia si abbina però a uno dei testi più criptici dell'autore, pieno di riferimenti surreali in equilibrio fra la schiettezza dell'affermazione implicita contenuta nel titolo della canzone e le immagini fuorvianti create dalle allusioni suggerite da Dylan.
È stato spesso affermato che la canzone riguardasse Anita Pallenberg, all'epoca fidanzata di Brian Jones, a causa della strofa «Now your dancing child with his chinese suit/ He spoke to me, I took his flute./ No, I wasn't very cute to him» (it: "Adesso il tuo fanciullo ballerino con il suo vestito cinese/ Mi ha parlato, io gli ho preso il flauto./ No, non sono stato molto cortese con lui"). Brian Jones era amico di Dylan e spesso i due uscivano insieme la sera quando Dylan era a Londra. Il loro rapporto era principalmente amichevole ma non privo di tensione. All'epoca Jones spesso indossava un’eccentrica camiciola di foggia orientale. Un'altra strofa della canzone recita: «time was on his side» (it: "il tempo era dalla sua parte"), forse riferendosi a un brano dei Rolling Stones del 1964, intitolato appunto Time is On My Side.
Altre interpretazioni del testo da parte di critici e musicologi fanno riferimento all'eroina come oggetto dei ripetuti «I Want You» (it: "Ti voglio") che Dylan canta nel testo, anche se è più plausibile che la materia del brano tratti semplicemente dell'espressione sincera del suo desiderio per Sara Lowndes con la quale si era da poco sposato.
Una versione live del brano in questione è successivamente apparsa sull'album Dylan & the Dead, disco collaborazione tra Dylan e i Grateful Dead pubblicato nel 1989.

### Registrazione
Secondo Al Kooper il brano fu l'ultimo a essere inciso per l'album. Dylan non era convinto dell'arrangiamento della canzone e quindi rimandò fino all'ultima seduta di registrazione per Blonde on Blonde tenutasi a Nashville negli studi della CBS. A fornire il piacevole motivo chitarristico del brano fu il sessionman di Nashville Wayne Moss.

## Tracce singolo
Columbia 4-43683
1. I Want You - 2:57
2. Just Like Tom Thumb's Blues [live] - 5:36

## Cover
- Cher ha reinterpretato il brano nel suo album del 1966 Cher.
- La canzone è stata reinterpretata da Sophie B. Hawkins sul suo album Tongues and Tails.
- Il gruppo brasiliano degli Skank ha registrato nel 1993 una versione del brano in lingua portoghese intitolata Tanto.
- Bruce Springsteen ha eseguito questa canzone dal vivo, prima del successo di Born to Run, durante il celebre concerto Main Point show tenutosi il 5 febbraio 1975. La versione di Springsteen è reperibile su numerosi bootleg.
- Les Fradkin nel suo disco del 2006 Jangleholic.
- Arjen Anthony Lucassen nell'album del 1997 Strange Hobby.
- Ralph McTell nel suo album Water of Dreams.
- Il cantante belga Bart Peeters ha registrato una versione in olandese del brano intitolandolo Ik Wil Je (Nooit Meer Kwijt) per il suo disco Slimmer Dan De Zanger.
- Il musicista rock islandese Árni Steinsson ha reinterpretato la canzone nell'album Þjóðhátíð del 1988.
- James Blunt nell'album tributo del 2005 Listen to Bob Dylan: A Tribute.
- Il gruppo italiano pop rock dei Nomadi fece una cover del brano dal titolo Ti voglio, con adattamento del testo in lingua italiana di Giorgio Calabrese.